# Craig znad potoku
Craig znad potoku (ang. Craig of the Creek, od 2018) – amerykański serial animowany stworzony przez Matta Burnetta i Bena Levina, wyprodukowany przez wytwórnię Cartoon Network Studios.
Premiera pilotażowego odcinka odbyła się 1 grudnia 2017 na stronie online i w aplikacji Cartoon Network, natomiast oficjalna premiera właściwego serialu rozpoczęła się 30 marca 2018 na amerykańskim Cartoon Network. W Polsce premiera serialu odbyła się 15 października 2018 na antenie Cartoon Network.
Dnia 15 sierpnia 2018, stacja Cartoon Network ogłosiła, że powstanie drugi sezon serialu, a jego premiera planowana jest na 2019 rok.

## Fabuła
Serial opisuje perypetie dziesięcioletniego chłopca Craiga Williamsa, który mieszka na przedmieściach miasteczka Herkleston. Razem ze swoimi najlepszymi przyjaciółmi – Kelsey i John Paulem „J.P.” przeżywają przygody nad tytułowym potokiem i organizują zabawy, m.in. eskapady na tratwie, wspinanie się po drzewach, budowanie bazy oraz konkurowanie z podwórkowymi rywalami.

## Spis odcinków

### Odcinek pilotowy (2017)
| Nr | Tytuł              | Tytuł polski | Premiera       | Premiera w Polsce |
| -- | ------------------ | ------------ | -------------- | ----------------- |
| P1 | Craig of the Creek | ---          | 1 grudnia 2017 | nieemitowany      |

### Seria 1 (2018–19)
| Nr | Tytuł                         | Tytuł polski                  | Premiera            | Premiera w Polsce    |
| -- | ----------------------------- | ----------------------------- | ------------------- | -------------------- |
| 1  | Itch to Explore               | Swędzące odkrycie             | 30 marca 2018       | 15 października 2018 |
| 2  | You’re It                     | Berek                         | 30 marca 2018       | 15 października 2018 |
| 3  | Jessica Goes to the Creek     | Jessica znad Potokiem         | 31 marca 2018       | 16 października 2018 |
| 4  | The Final Book                | Ostatni tom                   | 31 marca 2018       | 17 października 2018 |
| 5  | Too Many Treasures            | Od nadmiaru głowa boli        | 31 marca 2018       | 18 października 2018 |
| 6  | Wildernessa                   | Dzikonessa                    | 2 kwietnia 2018     | 19 października 2018 |
| 7  | Sunday Clothes                | Odświętny strój               | 6 kwietnia 2018     | 23 października 2018 |
| 8  | Escape from Family Dinner     | Ucieczka z obiadu rodzinnego  | 9 kwietnia 2018     | 22 października 2018 |
| 9  | Monster in the Garden         | Ogrodowy potwór               | 13 kwietnia 2018    | 25 października 2018 |
| 10 | The Curse                     | Klątwa                        | 16 kwietnia 2018    | 24 października 2018 |
| 11 | Dog Decider                   | Pies wyrocznia                | 20 kwietnia 2018    | 26 października 2018 |
| 12 | Bring Out Your Beast          | Uwolnij bestię                | 23 kwietnia 2018    | 29 października 2018 |
| 13 | Lost in the Sewers            | Przygoda w kanałach           | 27 kwietnia 2018    | 30 października 2018 |
| 14 | The Future Is Cardboard       | Kartonowa przyszłość          | 30 kwietnia 2018    | 31 października 2018 |
| 15 | The Brood                     | Rój                           | 7 maja 2018         | 1 listopada 2018     |
| 16 | Under the Overpass            | Przepust                      | 9 lipca 2018        | 7 listopada 2018     |
| 17 | The Invitation                | Zaproszenie                   | 9 lipca 2018        | 2 listopada 2018     |
| 18 | Vulture’s Nest                | Sępie Gniazdo                 | 9 lipca 2018        | 8 listopada 2018     |
| 19 | Kelsey Quest                  | Misja Kelsey                  | 9 lipca 2018        | 5 listopada 2018     |
| 20 | JPony                         | J-Patataj                     | 9 lipca 2018        | 6 listopada 2018     |
| 21 | Ace of Squares                | As kwadratów                  | 27 sierpnia 2018    | 22 lipca 2019        |
| 22 | Doorway to Helen              | Wrota do Helen                | 28 sierpnia 2018    | 24 lipca 2019        |
| 23 | The Last Kid in the Creek     | Ostatni dzieciak nad Potokiem | 29 sierpnia 2018    | 23 lipca 2019        |
| 24 | The Climb                     | Wspinaczka                    | 30 sierpnia 2018    | 25 lipca 2019        |
| 25 | Big Pinchy                    | Wielki Szczypak               | 31 sierpnia 2018    | 26 lipca 2019        |
| 26 | The Kid from 3030             | Chłopak z przyszłości         | 1 października 2018 | 29 lipca 2019        |
| 27 | Power Punchers                | Megagrzmoty                   | 2 października 2018 | 30 lipca 2019        |
| 28 | Creek Cart Racers             | Wyścig nad Potokiem           | 3 października 2018 | 31 lipca 2019        |
| 29 | Secret Book Club              | Tajny Klub Książki            | 4 października 2018 | 1 sierpnia 2019      |
| 30 | Jextra Perrestrial            | Kosmiczny J.P.                | 5 listopada 2018    | 2 sierpnia 2019      |
| 31 | The Takeout Mission           | Misja na wynos                | 6 listopada 2018    | 2 sierpnia 2019      |
| 32 | Dinner at the Creek           | Obiad nad Potokiem            | 7 listopada 2018    | 5 sierpnia 2019      |
| 33 | Jessica’s Trail               | Na tropie Jessiki             | 8 listopada 2018    | 5 sierpnia 2019      |
| 34 | Bug City                      | Miasto robali                 | 28 stycznia 2019    | 6 sierpnia 2019      |
| 35 | Deep Creek Salvage            | Wykopaliska                   | 4 lutego 2019       | 8 sierpnia 2019      |
| 36 | The Shortcut                  | Skrót                         | 11 lutego 2019      | 6 sierpnia 2019      |
| 37 | Dibs Court                    | Zaklepane                     | 18 lutego 2019      | 7 sierpnia 2019      |
| 38 | The Great Fossil Rush         | Gorączka złota                | 25 lutego 2019      | 7 sierpnia 2019      |
| 39 | The Mystery of the Timekeeper | Zniknięcie Strażniczki Czasu  | 4 marca 2019        | 10 grudnia 2019      |
| 40 | Alone Quest                   | Samotna misja                 | 11 marca 2019       | 8 sierpnia 2019      |

### Seria 2 (2019–2020)
| Nr   | Tytuł                             | Tytuł polski                            | Premiera             | Premiera w Polsce |
| ---- | --------------------------------- | --------------------------------------- | -------------------- | ----------------- |
| 41   | Memories of Bobby                 | Wspomnienia o Bobbym                    | 18 marca 2019        | 9 sierpnia 2019   |
| 42   | Jacob of the Creek                | Jacob znad Potoku                       | 18 marca 2019        | 9 grudnia 2019    |
| 43   | Return of the Honeysuckle Rangers | Powrót Strażników Wiciokrzewów          | 25 marca 2019        | 11 grudnia 2019   |
| 44   | Kelsey the Elder                  | Starsza Kelsey                          | 1 kwietnia 2019      | 13 grudnia 2019   |
| 45   | Sour Candy Trials                 | Konkurs kwasimordkowy                   | 1 kwietnia 2019      | 16 grudnia 2019   |
| 46   | Fort Williams                     | Twierdza Williams                       | 10 maja 2019         | 12 grudnia 2019   |
| 4748 | The Other Side                    | Po drugiej stronie                      | 22 czerwca 2019      | 20 kwietnia 2020  |
| 49   | Summer Wish                       | Letnie życzenie                         | 29 czerwca 2019      | 20 grudnia 2019   |
| 50   | Turning the Tables                | Odwrócenie ról                          | 6 lipca 2019         | 21 kwietnia 2020  |
| 51   | Kelsey the Author                 | Pisarka Kelsey                          | 13 lipca 2019        | 23 kwietnia 2020  |
| 52   | Council of the Creek              | Potokowy samorząd                       | 20 lipca 2019        | 17 grudnia 2019   |
| 53   | Sparkle Cadet                     | Lśniąca Kadetka                         | 27 lipca 2019        | 18 grudnia 2019   |
| 54   | Cousin of the Creek               | Kuzyn nad Potokiem                      | 3 sierpnia 2019      | 24 kwietnia 2020  |
| 55   | Camper on the Run                 | Obozowa uciekinierka                    | 10 sierpnia 2019     | 22 kwietnia 2020  |
| 56   | Stink Bomb                        | Śmierdząca bomba                        | 17 sierpnia 2019     | 19 grudnia 2019   |
| 57   | The Evolution of Craig            | Metamorfoza Craiga                      | 24 sierpnia 2019     | 30 kwietnia 2020  |
| 58   | The Haunted Dollhouse             | Nawiedzony domek dla lalek              | 26 października 2019 | 29 grudnia 2020   |
| 5960 | Craig and the Kid’s Table         | Craig i stolik dziecięcy                | 23 listopada 2019    | 31 grudnia 2020   |
| 61   | Creek Daycare                     | Przedszkole nad Potokiem                | 18 kwietnia 2020     | 27 kwietnia 2020  |
| 62   | Sugar Smugglers                   | Szmuglerzy słodyczy                     | 18 kwietnia 2020     | 28 kwietnia 2020  |
| 63   | Sleepover at JP’s                 | JP urządza nocowankę                    | 25 kwietnia 2020     | 29 kwietnia 2020  |
| 64   | Tea Timer’s Ball                  | Bal u Herbacjuszy                       | 25 kwietnia 2020     | 28 grudnia 2020   |
| 65   | The Cardboard Identity            | Kartonowa tożsamość                     | 2 maja 2020          | 28 grudnia 2020   |
| 66   | Ancients of the Creek             | Starożytni znad Potoku                  | 2 maja 2020          | 29 grudnia 2020   |
| 67   | Mortimor to the Rescue            | Mortimor na ratunek                     | 9 maja 2020          | 30 grudnia 2020   |
| 68   | Secret in a Bottle                | Sekret w butelce                        | 9 maja 2020          | 30 grudnia 2020   |
| 69   | Trading Day                       | Dzień handlowy                          | 16 maja 2020         | 1 stycznia 2021   |
| 70   | Crisis at Elder Rock              | Krytyczna sytuacja w Jaskini Starszyzny | 16 maja 2020         | 1 stycznia 2021   |
| 71   | Kelsey the Worthy                 | Kelsey godna                            | 23 maja 2020         | 4 stycznia 2021   |
| 72   | The End Was Here                  | Koniec już blisko                       | 23 maja 2020         | 4 stycznia 2021   |
| 73   | In the Key of the Creek           | Klucz do Potoku                         | 8 czerwca 2020       | 8 stycznia 2021   |
| 74   | The Children of the Creek         | Program pod psem                        | 8 czerwca 2020       | 5 stycznia 2021   |
| 75   | Jessica Shorts                    | ---                                     | 9 czerwca 2020       | 20 grudnia 2020   |
| 76   | Ferret Quest                      | Złapać tchórza                          | 9 czerwca 2020       | 5 stycznia 2021   |
| 77   | Into the Overpast                 | Historia Poncho                         | 10 czerwca 2020      | 6 stycznia 2021   |
| 78   | The Time Capsule                  | Kapsuła czasu                           | 10 czerwca 2020      | 6 stycznia 2021   |
| 79   | Beyond the Rapids                 | Za Bystrym nurtem                       | 11 czerwca 2020      | 7 stycznia 2021   |
| 80   | The Jinxening                     | Kaktus                                  | 11 czerwca 2020      | 7 stycznia 2021   |

### Odcinki krótkometrażowe (2019)
| Nr  | Tytuł                                  | Tytuł polski                            | Premiera          | Premiera w Polsce |
| --- | -------------------------------------- | --------------------------------------- | ----------------- | ----------------- |
| S01 | Craig of the Car                       | Craig z samochodu                       | 22 listopada 2019 | 11 stycznia 2021  |
| S02 | How Was Your Day?                      | ---                                     | 22 listopada 2019 | nieemitowany      |
| S03 | The Williams Family Opening Theme Song | Rodzina Williamsów: Piosenka czołówkowa | 22 listopada 2019 | 28 grudnia 2020   |
| S04 | How to Map the Creek                   | Jak stworzyć mapę Potoku                | 29 listopada 2019 | 4 stycznia 2021   |
| S05 | Creek Kid Rap                          | Potokowa wyliczanka                     | 13 grudnia 2019   | 18 stycznia 2021  |

### Seria 3 (2020)
| Nr     | Tytuł                                     | Tytuł polski | Premiera             | Premiera w Polsce |
| ------ | ----------------------------------------- | ------------ | -------------------- | ----------------- |
| 8182   | The Other Side: The Tournament            | ---          | 21 czerwca 2020      | nieemitowany      |
| 83     | The Ground is Lava!                       | ---          | 29 czerwca 2020      | nieemitowany      |
| 84     | Council of the Creek: Operation Hive-Mind | ---          | 30 czerwca 2020      | nieemitowany      |
| 85     | The Bike Thief                            | ---          | 1 lipca 2020         | nieemitowany      |
| 86     | Craig of the Beach                        | ---          | 2 lipca 2020         | nieemitowany      |
| 87     | Plush Kingdom                             | ---          | 24 sierpnia 2020     | nieemitowany      |
| 88     | The Ice Pop Trio                          | ---          | 25 sierpnia 2020     | nieemitowany      |
| 89     | Pencil Break Mania                        | ---          | 26 sierpnia 2020     | nieemitowany      |
| 90     | The Last Game of Summer                   | ---          | 27 sierpnia 2020     | nieemitowany      |
| 9192   | Trick or Creek                            | ---          | 19 października 2020 | nieemitowany      |
| 93     | Fall Anthology                            | ---          | 20 października 2020 | nieemitowany      |
| 94     | Afterschool Snackdown                     | ---          | 21 października 2020 | nieemitowany      |
| 95     | Creature Feature                          | ---          | 22 października 2020 | nieemitowany      |
| 96     | King of Camping                           | ---          | 23 października 2020 | nieemitowany      |
| 97     | The Rise and Fall of the Green Poncho     | ---          | 28 grudnia 2020      | nieemitowany      |
| 98     | I Don't Need a Hat                        | ---          | 29 grudnia 2020      | nieemitowany      |
| 99     | Alternate Creekiverse                     | ---          | 30 grudnia 2020      | nieemitowany      |
| 100    | Snow Day                                  | ---          | 31 grudnia 2020      | nieemitowany      |
| 101102 | Winter Break                              | ---          | 18 stycznia 2021     | nieemitowany      |